# The Broken Butterfly
The Broken Butterfly es una película dramática muda estadounidense de 1919 dirigida por Maurice Tourneur y protagonizada por Lew Cody, Mary Alden y Pauline Starke.

## Trama
Mientras pasea por los bosques de Canadá, Marcène Elliot (Starke), una joven ingenua conoce a Daniel Thorn (Cody), un compositor que busca inspiración para una sinfonía. Están fascinados el uno por el otro y ella se abandona en los brazos de su amante. Después del idilio Daniel escribe una sinfonía y la llama "Marcène" en su honor. Luego le pide que lo acompañe al "viejo continente" por primera vez, pero ella se niega, por temor a la ira de su tía Julie Elliot (Alden).
Marcène da a luz a una niña y luego su tía la rechaza. Sus propios miedos la empujan a intentar suicidarse. Al regresar, la tía Julie le dice a Daniel que Marcène dio a luz a su hijo y que ella y su hija se ahogaron. Daniel viaja para olvidar su dolor y conoce a la hermana de Marcène en Inglaterra, donde interpreta su sinfonía. Se conocen, finalmente se enamoran y se casan. Al regresar a Canadá, descubren que Marcène y su hija aún están vivas, pero que Marcène yace moribunda en su cama. De acuerdo con su esposa, ocultan su matrimonio a Marcène. Ella muere feliz y la pareja adopta a la niña.

## Reparto
- Lew Cody como Daniel Thorn
- Mary Alden como Julie Elliot
- Pauline Starke como Marcène Elliot
- Peaches Johnson (* probablemente sea Peaches Jackson)
- Nina Byron